# Župnija Polenšak
Župnija Polenšak je rimskokatoliška teritorialna župnija dekanije Ptuj, Ptujsko-ormoškega naddekanata, ki je del nadškofije Maribor.

## Zgodovina
V najstarejšem obdobju je Polenšak pripadal pražupniji na Ptuju, kjer je bila sedanja župnijska cerkev sv. Jurija zgrajena v 12. stoletju. V 13. stoletju se je od nje ločil tedanji vikariat v Sv. Lovrencu v Slovenskih goricah in je postal samostojna župnija (sedaj Župnija Sv. Lovrenc - Juršinci), pod katero je spadal tudi Polenšak, ki je leta 1789 postal kuracija.
Leta 1801 je bil Polenšak prepisan iz ptujske dekanije v dekanijo Velika Nedelja, leta 1871 pa vrnjen nazaj v dekanijo Ptuj.
Medtem je bila leta 1870 kuracija Polenšak povzdignjena v samostojno župnijo.

### Organizacijske spremembe v Nadškofiji Maribor
13. decembra 2006 je bila v okviru Nadškofije Maribor iz Ptujsko-slovenjegoriškega naddekata izločena Dekanija Lenart v Slovenskih goricah, ki je postala sestavni del novonastalega Slovenjegoriškega naddekanata. Ob tej priložnosti je bil naddekat preimenovan v Ptujsko-ormoški naddekanat, katerega del je sedaj Dekanija Ptuj, znotraj nje pa tudi Župnija Polenšak.

## Sakralni objekti
|    | slika                     | cerkev                                       | kraj / naselje |
| -- | ------------------------- | -------------------------------------------- | -------------- |
| 1. | Klikni za spremembo slike | cerkev Marijinega obiskanja župnijska cerkev | Polenšak       |
| 2. |                           | Marijina kapela                              | Dolenji Breg   |

Cerkev Marijinega obiskanja v Polenšaku so začeli graditi leta 1621 in jo dokončali leta 1633. Kasneje so jo obnovili in jo 24. septembra 1722 ponovno posvetili.